# Fraisses
Fraisses ist eine französische Gemeinde mit 3825 Einwohnern (Stand: 1. Januar 2022) im Département Loire in der Region Auvergne-Rhône-Alpes. Die Gemeinde gehört zum Arrondissement Saint-Étienne und zum Kanton Firminy.

## Geografie
Fraisses liegt am Fluss Ondaine, etwa 9 km südwestlich von Saint-Étienne. Umgeben wird Fraisses von den Nachbargemeinden Unieux im Norden und Nordosten, Firminy im Osten und Südosten, Saint-Ferréol-d’Auroure (Département Haute-Loire) im Süden und Südwesten sowie Saint-Paul-en-Cornillon im Westen und Nordwesten.
Am östlichen Gemeinderand führt die Route nationale 88 entlang.

## Geschichte
1793 wurde die Gemeinde aus der Nachbargemeinde Firminy herausgelöst.

## Weblinks

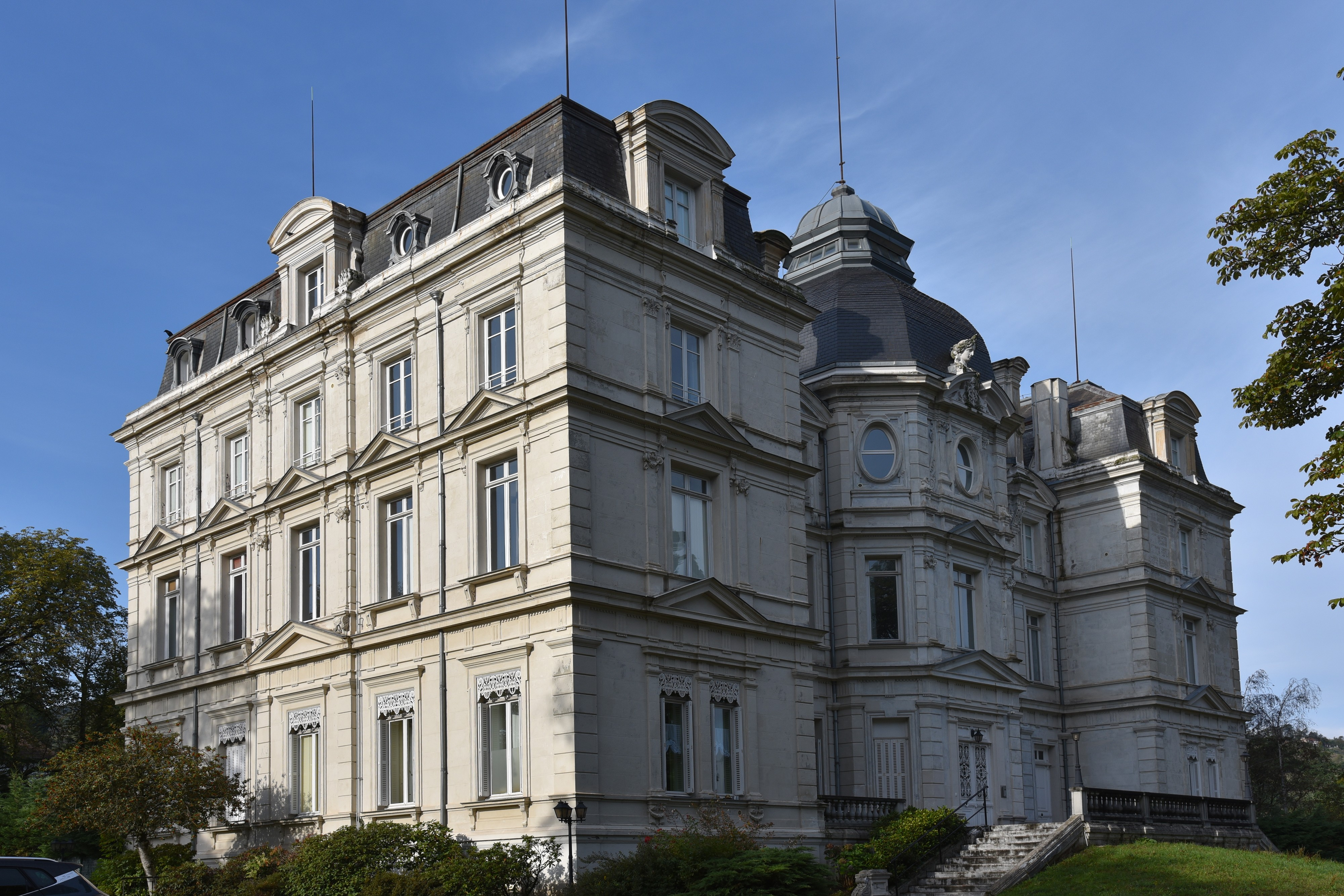
Schloss Dorian

### Einwohnerentwicklung
| Jahr                       | 1962 | 1968 | 1975 | 1982 | 1990 | 1999 | 2006 | 2017 |
| Einwohner                  | 3623 | 4204 | 4290 | 3854 | 3897 | 3939 | 4056 | 3723 |
| Quellen: Cassini und INSEE |      |      |      |      |      |      |      |      |